# تاشلاق
تاشلاق (به ازبکی: Toshloq) یک منطقهٔ مسکونی در ازبکستان است که در شهرستان تاشلاق واقع شده‌است. تاشلاق ۱۴٬۲۰۰ نفر جمعیت دارد.